# Gessie Villastad
Gessie Villastad – miejscowość (tätort) w Szwecji, w regionie administracyjnym (län) Skania, w gminie Vellinge.
Według danych Szwedzkiego Urzędu Statystycznego liczba ludności wyniosła: 539 (31 grudnia 2015), 533 (31 grudnia 2018) i 557 (31 grudnia 2019).